# Урсакі Ігор Петрович
Ігор Петрович Урсакі (рум. Igor Ursachi; нар. 7 липня 1962, Кишинів, Молдавська РСР) — радянський та молдовський футболіст, який виступав на позиції півзахисника, та футбольний тренер.
Має тренерську ліцензію PRO UEFA.

## Кар'єра гравця
Більшу частину кар'єри гравця провів у Молдові, виступав за кишинівську «Ністру» та тираспольський «Автомобіліст». Один сезон відіграв в одеському СКА, з 1987 по 1996 роки був тренером двох кишинівських команд — футзальної «Валеології» та футбольного МХМ-93. Також грав за кишинівський Молдавгідромаш у чемпіонаті Молдавської РСР, клуби незалежної Молдови «Молдова» (Боросен-Ной), «Уніспорт-Авто», «Локомотив» (Бессарабка) та «Рома» (Бельці), а також за індонезійський «Матарам Індоцемент» в 1996 році.

## Кар'єра тренера
Після виступів як граючий тренер, був послідовно головним тренером клубів «Уніспорт-Авто», УЛІМа та кишинівської «Дачії» (один з її засновників, тренував у 1999—2004 роках). У 2004—2006 роках — член тренерського штабу збірної Молдови, працював у штабах Віктора Пасулька та Анатолія Теслєва. У 2006—2007 роках був помічником головного тренера азербайджанського «Хазара», з яким виграв чемпіонат та кубок країни, а 2007—2008 роках очолював футзальну збірну Молдови. Пізніше Урсакі працював у Середній Азії, входив до тренерських штабів узбецького «Шуртану» та казахського «Атирау». У 2010 році призначений головним тренером «Тараза» після відходу за власним бажанням Ойрата Садуова.
У клубі «Костулень» працював у 2010—2011 роках, поступившись посадою Сергію Ботнарашу. Пізніше по черзі очолював кишинівський «Веріс», «Сперанцу» з Кріхана Веке та «Олімпію» (Бельці), 2014 року очолив клуб «Інтерспорт-Арома», який виступав під час приходу Ігора Урсакі в Дивізії А, а також повернувся на нетривалий період часу до «Костулень». У 2014—2015 роках працював головним тренером молодіжної збірної Молдови, формально обіймаючи посаду виконуючого обов'язки головного тренера з 30 грудня 2014 року, і керував нею на Кубку Співдружності 2015, де молдовани посіли 9-те місце, не зазнавши жодної поразки.  З «Інтерспортом» працював у другій половині сезону 2015/16 років.
У 2017—2019 роках — головний тренер клубу «Унгени», у 2020 році обіймав посаду помічника тренера «Кодру» (Лозова) у штабі Сімеона Булгару. У сезоні 2021/22 років працював в українському клубі «Кривбас», створеному на базі миколаївської «Ніки», у штабі молдовської фахівчині Аліни Стеценко.

## Досягнення
«Хазар-Ленкорань»
- Прем'єр-ліга Азербайджану
  -  Чемпіон (1): 2006/07
- Кубок Азербайджану
  -  Володар (1): 2006/07

«Веріс»
- Дивізіон Б Молдови
  -  Чемпіон (1): 2011/12